# Будинок Головного командира Чорноморського флоту в Миколаєві
Будинок Головного командира Чорноморського флоту в Миколаєві (також — «адміральський будинок», «палац», «цірський палац», «палац для найвищих осіб», «адміральський палац») — пам'ятка архітектури XVIII — першої половини XIX століть, побудована за проектом архітектора П. Нейолова. З 1794 по 1900 роки тут мешкали головні командири Чорноморського флоту, також тут була їхня канцелярія.

## Будівництво

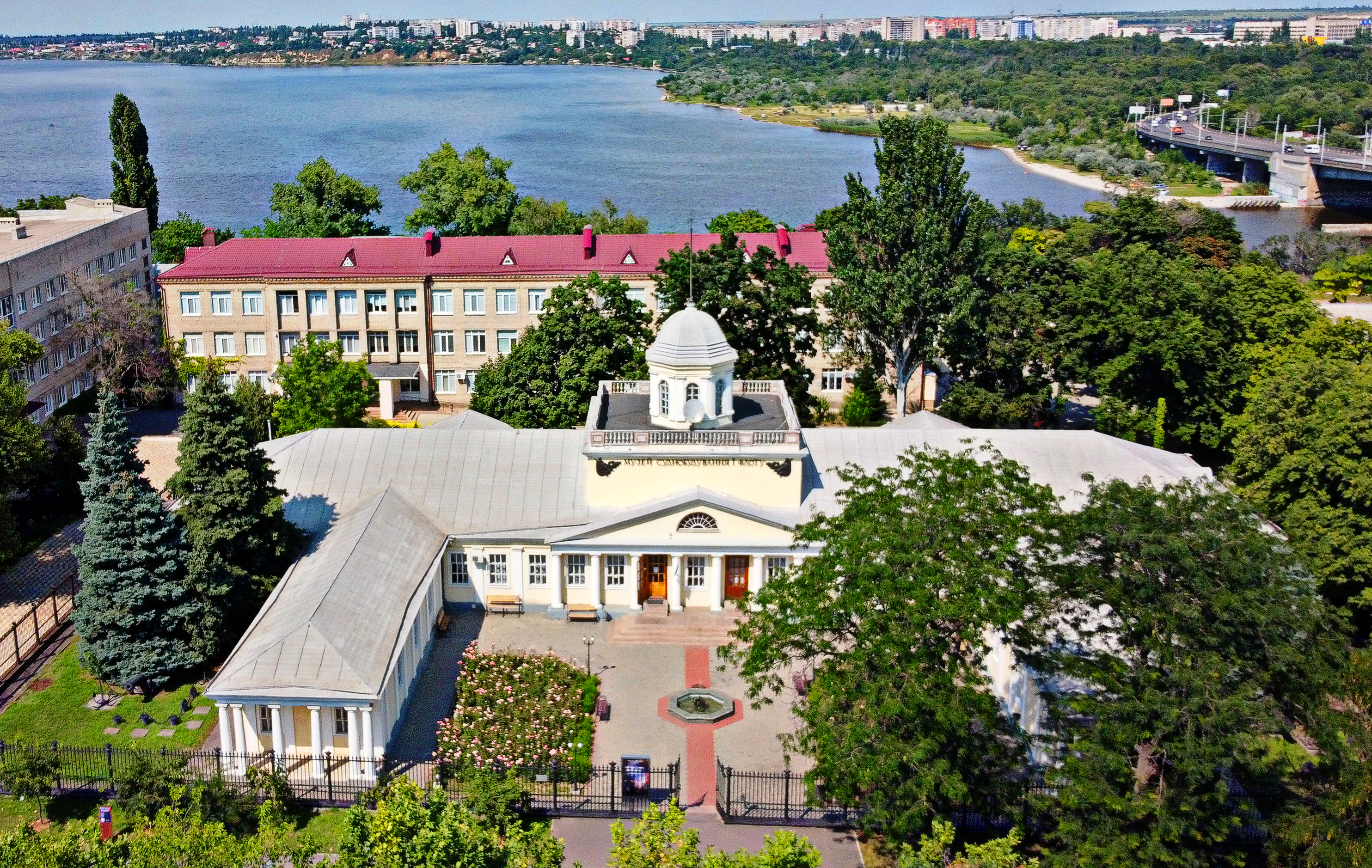
Будинок Головного командира Чорноморського флоту

Будівлю почали зводити в 1792 році за проектом та під керівництвом архітектора Петра Неєлова. Роботи було завершено 1794 року.
Архітектурний стиль — класицизм XVIII століття. Будівля була з дерева, за формою — прямокутник (7х28 сажнів). До початку XIX століття поруч були збудовані також флігелі та приміщення для господарських потреб.

## Історія будівлі
Первинно будівля призначалася для правління Чорноморського адміралтейства. 1794 року, коли завершилося будівництво, тут поселився із сім'єю адмірал М. С. Мордвінов. До 1900 рр. будинок був помешканням та канцелярією головних командирів Чорноморського флоту, військових губернаторів Миколаєва та Севастополя.
Зокрема, тут проживали та працювали такі адмірали як І. І. де-Траверсе, О. С. Грейг, М. П. Лазарєв, Б. фон-Глазенап, М. А. Аркас. За справами служби бували адмірали Ф. Ф. Ушаков, П. С. Нахімов, В. О. Корнілов, В. І. Істомін, Ф. Ф. Беллінсгаузен, Г. І. Бутаков та інші.
Після Жовтневої революції у будинку розташували гуртожиток для вчителів Наркомпросу, потім — дитячий дім, ремеслене училище, після цього тут облаштували школу-інтернат.
У 1972—1978 рр. за проектом Українського спеціалізованого науково-реставраційного виробництва Держбуду України будинок було реставровано. Реставрація відбувалася коштом Миколаївського обласного товариства охорони пам'яток, обласного Управління культури та міської влади.
Рішення про створення музею суднобудування і флоту було прийнято Миколаївським облвиконкомом 10 жовтня 1973 року. У створенні музею брали участь наукові співробітники обласного краєзнавчого музею та художники Миколаївського обласного відділення Художнього фонду України. У 1981 році група створювачів музею отримала Державну премію України ім. Т. Г. Шевченка.